# إيست هيفن (فيرمونت)
إيست هيفن (بالإنجليزية: East Haven, Vermont) هي بلدة تقع في مقاطعة إسيكس (فيرمونت) بولاية فيرمونت في الولايات المتحدة. تبلغ مساحتها 96.9 (كم²)، وترتفع عن سطح البحر 635 م، بلغ عدد سكانها 301 نسمة في عام 2000 حسب إحصاء مكتب تعداد الولايات المتحدة وتصل الكثافة السكانية فيها 3.1 نسمة/كم2.

## وصلات خارجية
- The US50 - Cities and Towns in Vermont State
- Vermont Cities and Towns, Facts, Map, Flag, Colleges, Government, and More